# Khaldjidynastin
| År        | Sultan                |
| 1290      | Kaiumarth             |
| 1290-1296 | Djalal al-Din Khaldji |
| 1296      | Rukn al-Din II        |
| 1296-1316 | Ala-ed-Din Khaldji    |
| 1316      | Shihab al-Din Khaldji |
| 1316-1320 | Qutb al-Din Khaldji   |

Khaljidynastin i mörkgrönt, tributgivare i ljusgrönt

Khaldjidynastin (persiska: سلطنت خلجی) var en dynasti i Delhisultanatet mellan 1290 och 1320. De efterträdde mamelukerna.
Dynastins mäktigaste härskare var Ala-ed-Din Khaldji (1295-1315). Han återtog Gujarat från hinduerna, erövrade Malwa och utsträckte sitt segertåg långt nedåt Deccan. Efter hans död följde några år av uppror och förvirring, till dess riket åter för en kort tid samlades under den turkiska Tughlakdynastin (1320-1414). 